# Katalpa

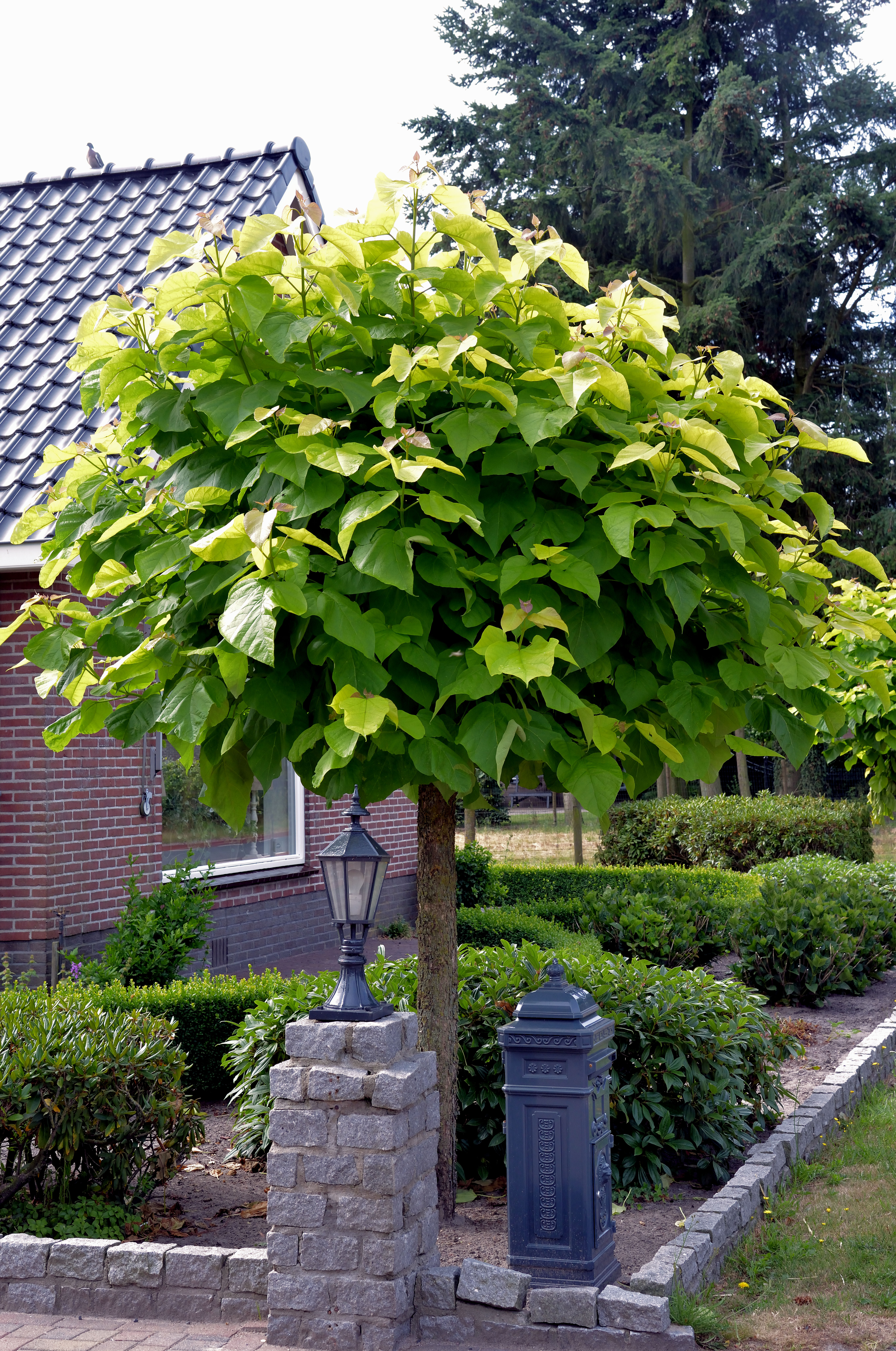
Kultivar katalpy trubačovité 'Nana', roubovaný na kmínku

Katalpa (Catalpa) je rod rostlin z čeledi trubačovité. Jsou to opadavé nebo stálezelené stromy s nápadnými, rozměrnými listy a pohlednými květy ve vrcholových květenstvích. Plodem je dlouhá a úzká tobolka, obsahující plochá křídlatá semena.
V současné taxonomii je uznáváno 8 druhů, z nichž dva pocházejí z mírných oblastí Číny, dva z východních oblastí Severní Ameriky a zbývající 4 z karibských ostrovů.
Čínské a severoamerické druhy jsou pěstovány i v České republice jako atraktivní okrasné stromy. Byla vypěstována také řada kříženců a okrasných kultivarů. Nejznámějším druhem je katalpa trubačovitá. Některé druhy jsou těženy pro trvanlivé dřevo nebo spíše okrajově využívány v domorodé medicíně.

## Popis
Katalpy jsou opadavé nebo stálezelené stromy, dorůstající výšky až 32 metrů. Některé pěstované formy mají keřovitý vzrůst. Odění se skládá z kulovitých trichomů. Listy jsou vstřícné nebo v trojčetných přeslenech, jednoduché, dlouze řapíkaté. Čepel listů je vejčitá, eliptická, elipticky kopinatá nebo podlouhlá, celistvá nebo dvoj až trojlaločná, na bázi srdčitá až klínovitá. Žilnatina je od báze 3 až 5 žilná. V paždí žilek na rubu listů jsou často červenavé žlázky. Listy podobného tvaru a velikosti má i pavlovnie plstnatá, se kterou bývají katalpy v nekvetoucím stavu někdy zaměňovány. Květenství jsou vrcholové laty, hrozny nebo vrcholíky. Květy jsou oboupohlavné, pětičetné, dvoustranně souměrné, stopkaté. Kalich je dvoupyský nebo nepravidelný. Koruna je zvonkovitá, se širokou trubkou a odstávajícím dvoupyským lemem. Horní pysk je dvoulaločný, spodní trojlaločný. Tyčinky jsou 2, přirostlé k bázi korunní trubky a nevyčnívající. Mimo fertilních tyčinek jsou v květech přítomna 3 kratší, sterilní staminodia. Semeník je svrchní, srostlý ze 2 plodolistů a obsahuje 2 komůrky s větším počtem vajíček. Plodem je dlouze válcovitá, tenkostěnná tobolka s podélnou přehrádkou, pukající 2 chlopněmi. Semena jsou světle hnědá, plochá a tenká, křídlatá, na obou koncích křídel s dlouhými brvovitými chlupy.

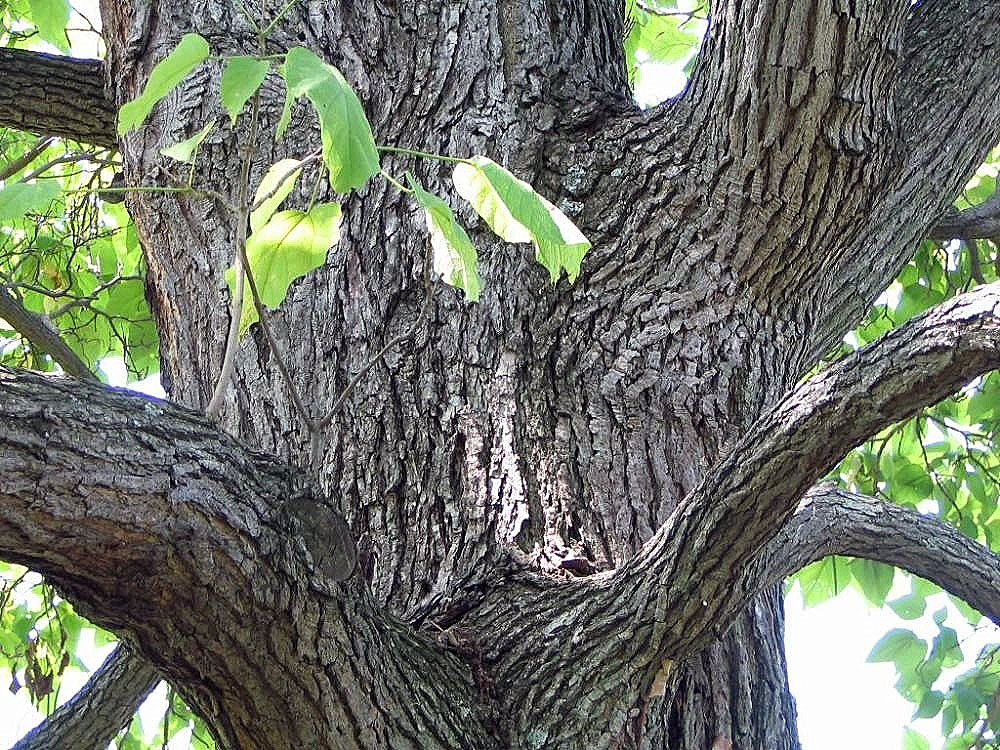
Starý kmen katalpy nádherné
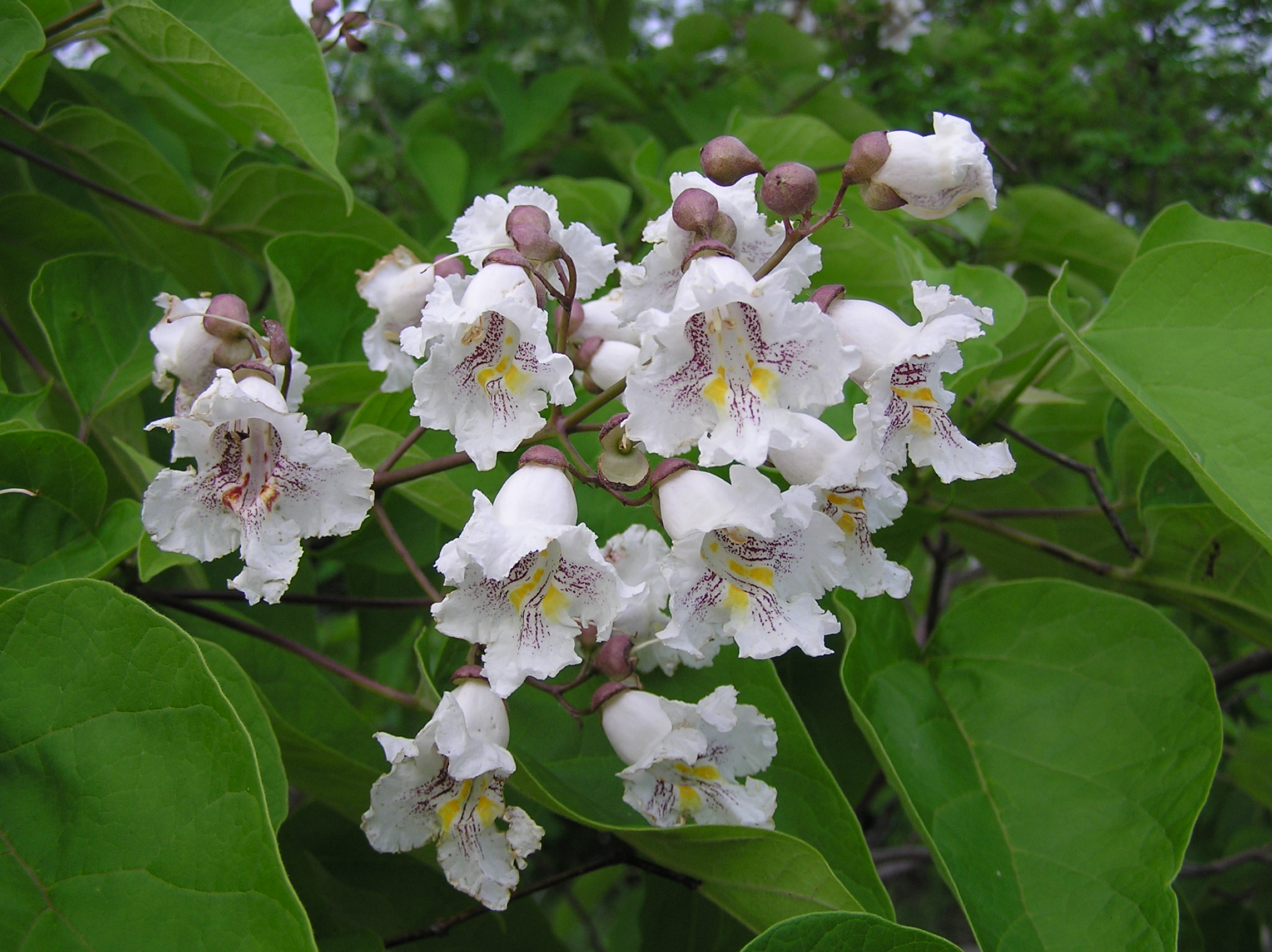
Květenství katalpy trubačovité
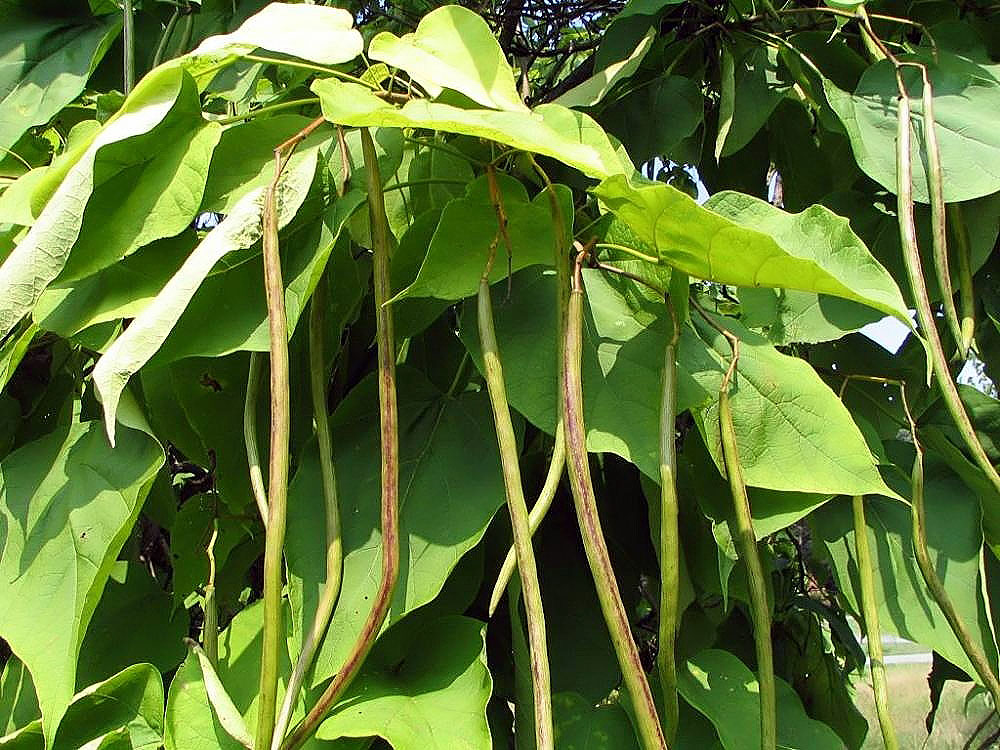
Katalpa nádherná s plody
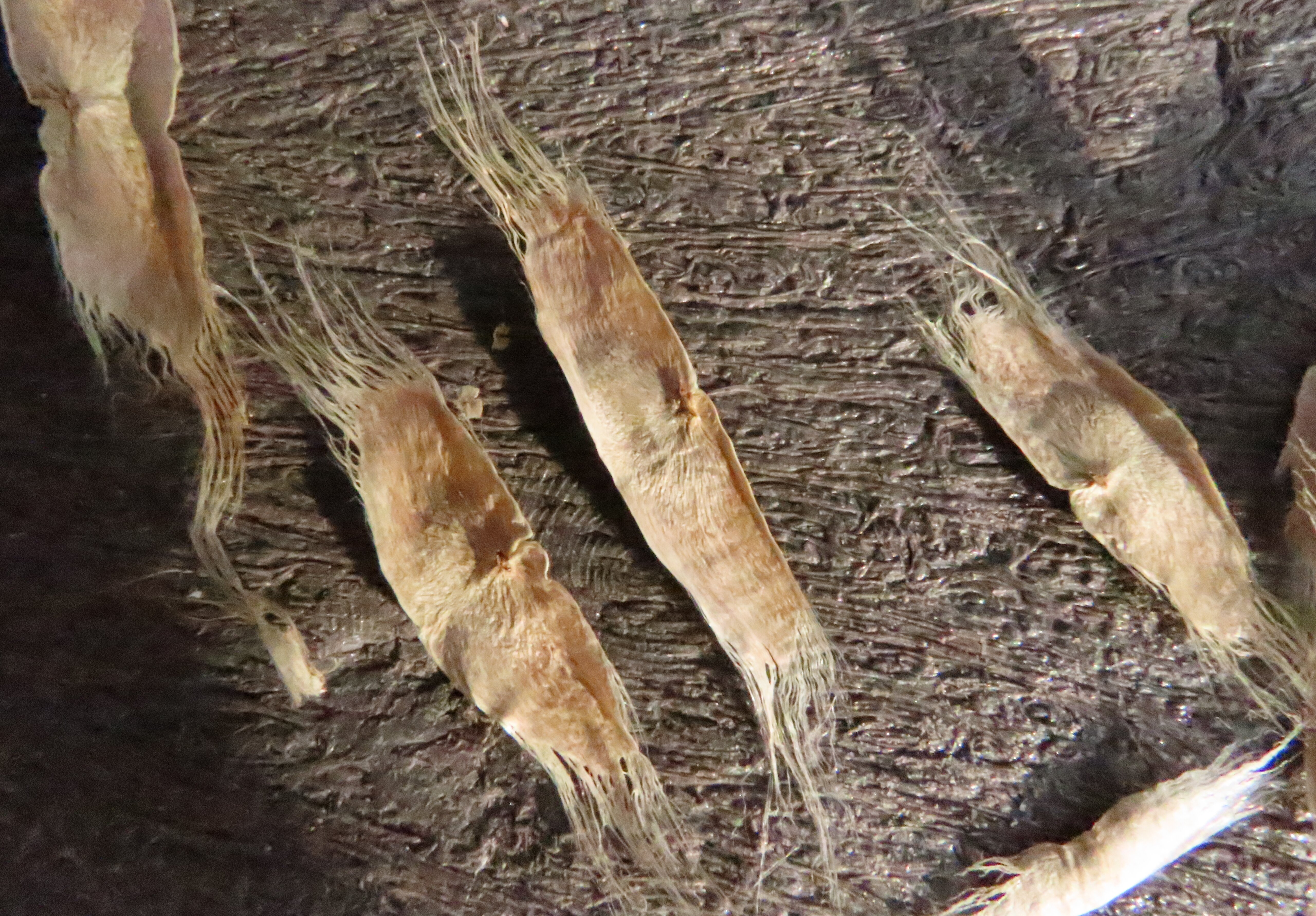
Semena katalpy trubačovité

## Rozšíření
Rod katalpa zahrnuje 8 druhů. Je rozšířen v Číně, Severní Americe a na karibských ostrovech. V Číně rostou 2 druhy: katalpa vejčitá (Catalpa ovata) a katalpa Bungeova (Catalpa bungei).
V USA se vyskytují dva druhy, katalpa nádherná (Catalpa speciosa) a katalpa trubačovitá (Catalpa bignonioides), původně rozšířené ve středovýchodních až jihovýchodních oblastech země.
Zbývající 4 druhy jsou endemity karibských ostrovů: Druhy Catalpa brevipes a C. purpurea rostou na Kubě a Hispaniole, C. macrocarpa i na Bahamách, C. longissima na Hispaniole a Jamajce. Některé druhy byly introdukovány i do jiných oblastí světa.

## Ekologické interakce

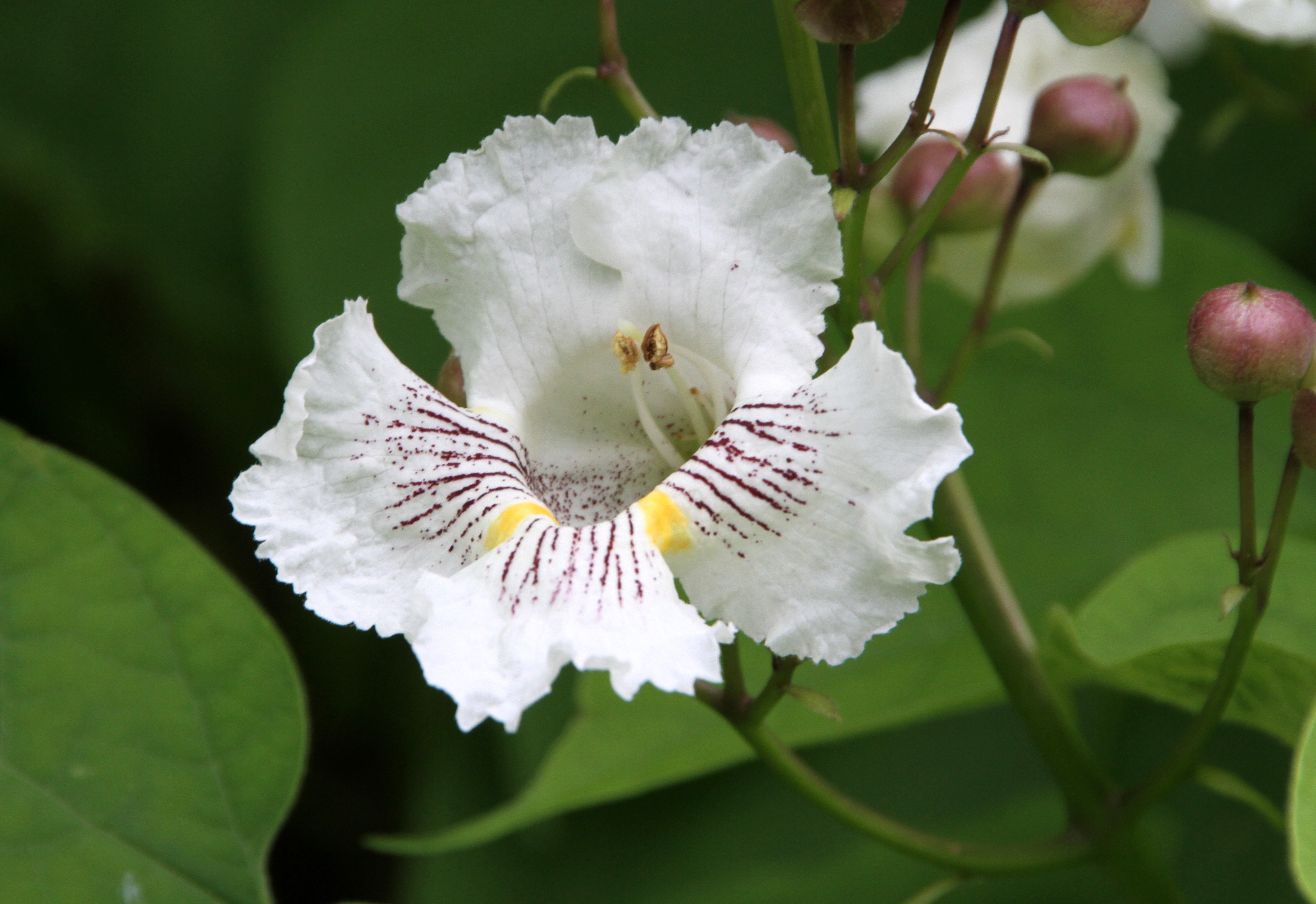
Květ katalpy trubačovité

Nápadné květy katalp jsou cizosprašné a jsou opylovány hmyzem. U katalpy nádherné bylo zjištěno, že je specializována jak na opylování robustnějšími druhy včel (zejména drvodělkami) a čmeláky ve dne, tak i na noční opylování můrami. Jedná se tak o dvojitou opylovací strategii, což je v rostlinné říši neobvyklé. Dokonce se ukázalo, že ve dne se tvoří méně nektaru, který však obsahuje více cukru, zatímco v noci se tvoří nektar ve větším množství a řidší, aby se tak vyhovělo odlišným potřebám obou typů opylovačů. Dokonce i vůně květu je ve dne a v noci odlišná. Menší druhy včel včetně včely medonosné nejsou při opylování příliš efektivní, neboť při návštěvě květu obvykle nepřicházejí do kontaktu s prašníky a často také sklouzávají po širokém obústí květu. Květy také navštěvují poměrně zřídka. Květy katalpy by mohly být bohatým zdrojem potravy i pro různý drobný hmyz, kteří by loupil nektar a přitom by se na opylování nepodílel. Ukázalo se, že rostlina má účinný mechanismus, jak tomu zabránit. Bylo zaznamenáno, že drobnější druhy hmyzu, jako jsou mravenci nebo brouci, vykazují po konzumaci nektaru změny v chování, projevující se nepravidelnými pohyby, ztrátou rovnováhy nebo nehybností, a konzumují jej pouze malé množství. Ve srovnávacím pokusu s cukerným roztokem o srovnatelné koncentraci nebyly tyto změny pozorovány. Chemický rozbor prokázal, že nektar obsahuje iridoidní glykosidy (katalpol, katalposid), které však velkým včelám neškodí. Rovněž lišajové jsou vůči nim odolní, neboť jejich housenky se listím katalp živí. Jedovaté iridoidní glykosidy se v tělech housenek hromadí a chrání je před predátory. Housenky lišaje Ceratomia catalpae bývají parazitovány larvami parazitické vosičky Cotesia congregata. Rovněž tyto larvy jsou vůči glykosidům odolné a tyto látky byly zjištěny i v jejich tělech, byť v nižších koncentracích než u housenek. Jedná se tak o trojstupňovou chemickou obranu.
V Severní Americe se na listech katalp živí housenky lišajů Ceratomia catalpae a Xylophanes tersa a otakárka Papilio glaucus. V Asii jsou živnými rostlinami martináče Caligula japonica. Živí se na nich i polyfágní přástevník americký a různé drobnější druhy můr.

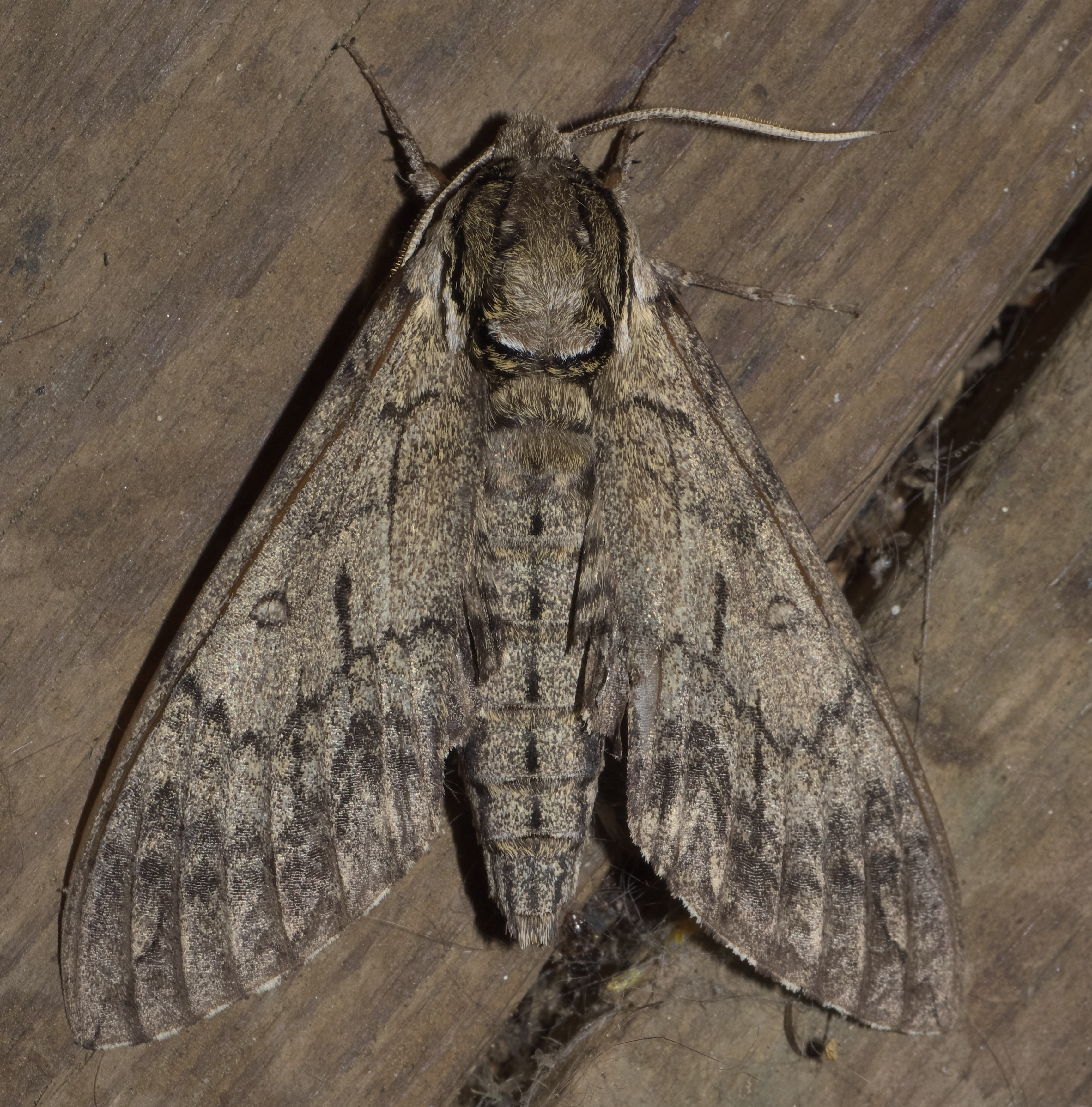
Lišaj Ceratomia catalpae
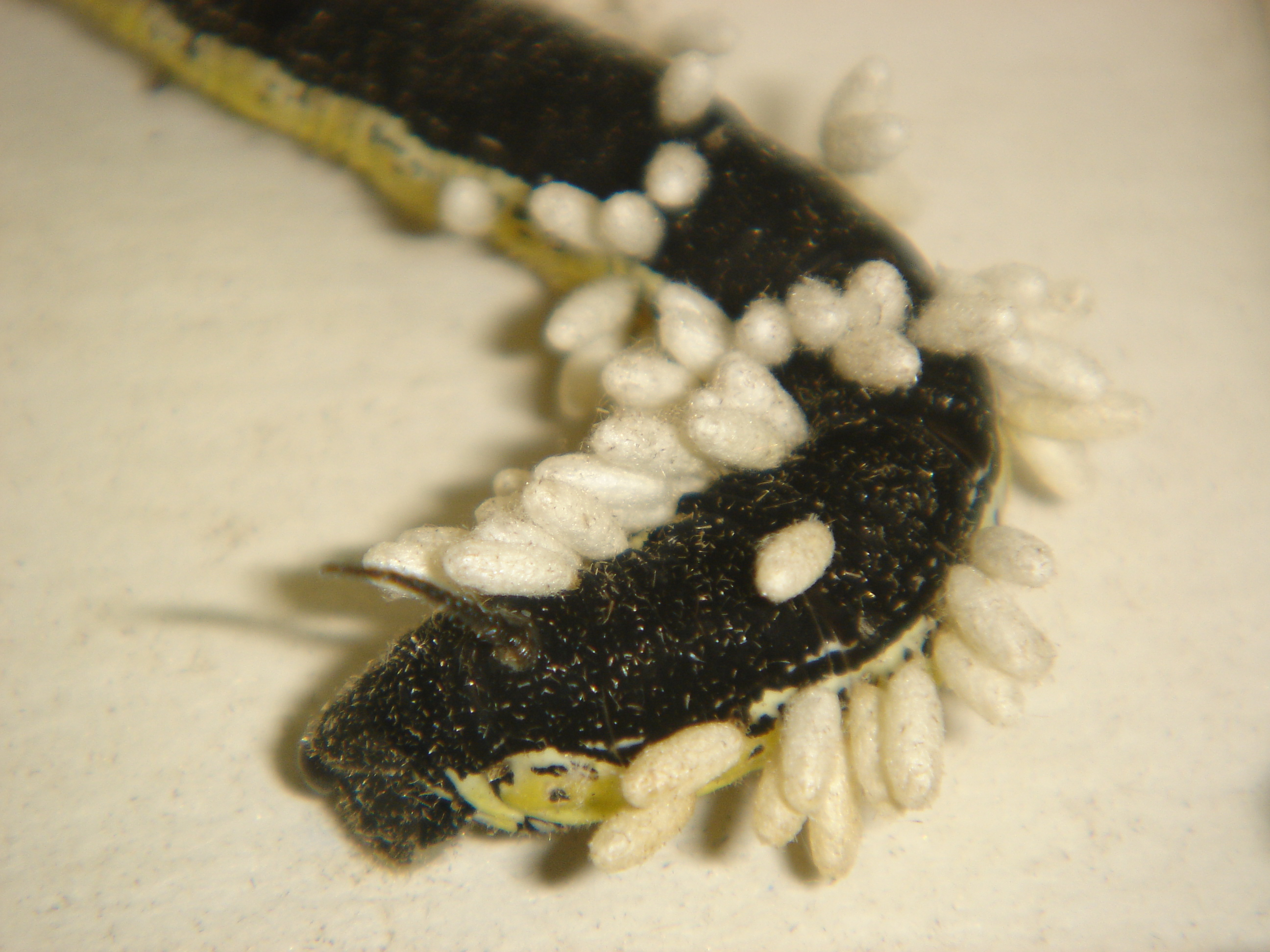
Housenka lišaje Ceratomia catalpae, parazitovaná vosičkou Cotesia congregata
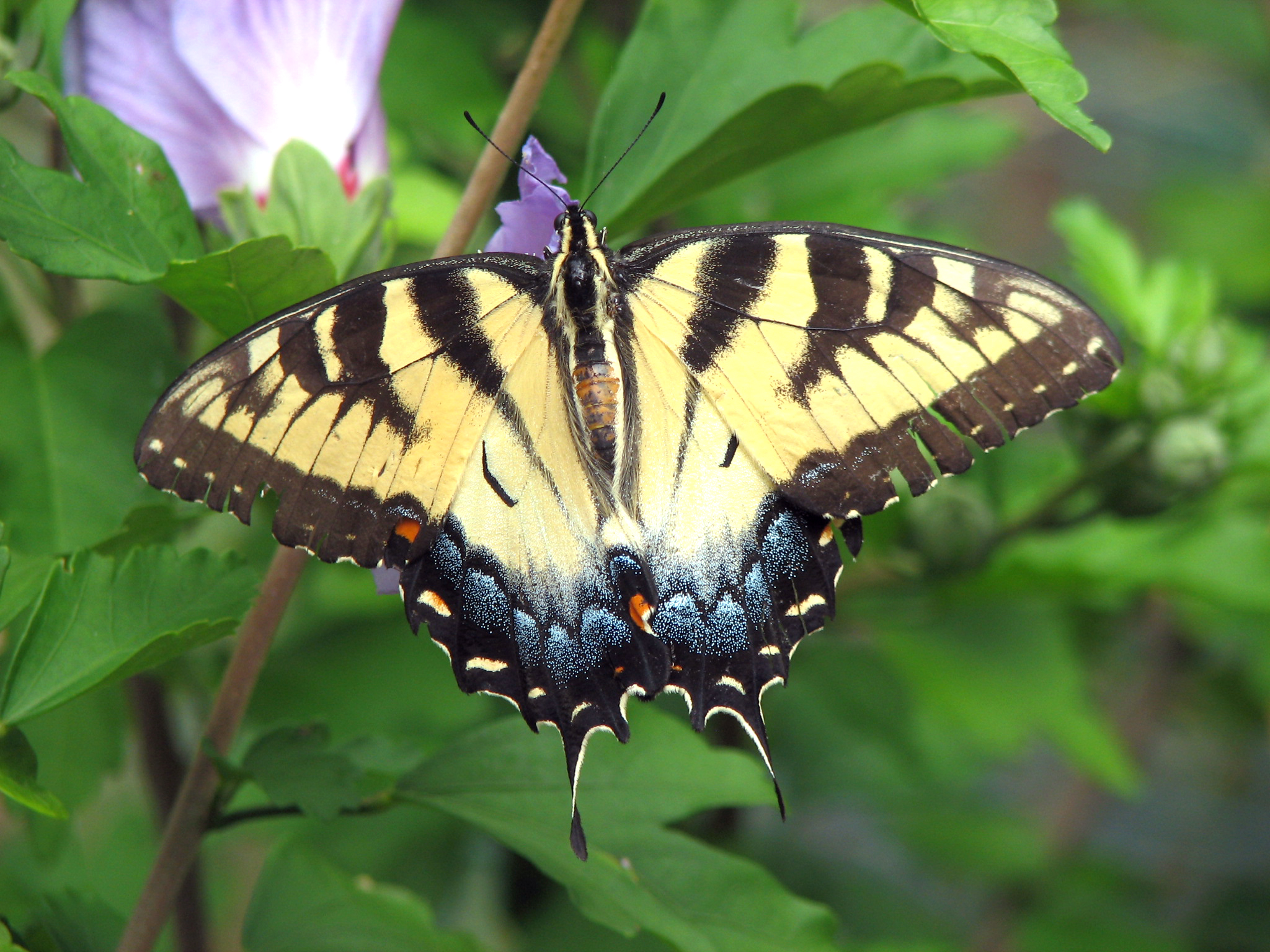
Otakárek Papilio glaucus

Dalším zajímavým fenoménem je, že z relativně bohatých květenství tohoto druhu dozrává jen malý počet plodů. Průměrný počet květů v květenství je okolo 27, z nichž však jen několik (okolo 3) se dále vyvíjí a ještě menší počet dozrává v plody. Podrobná studie prokázala, že po úspěšném opylení asi 4 květů v květenství dochází k inhibici oplození a další rozvíjející se květy jsou již funkčně samčí. Křídlatá semena jsou roznášena větrem.

## Taxonomie

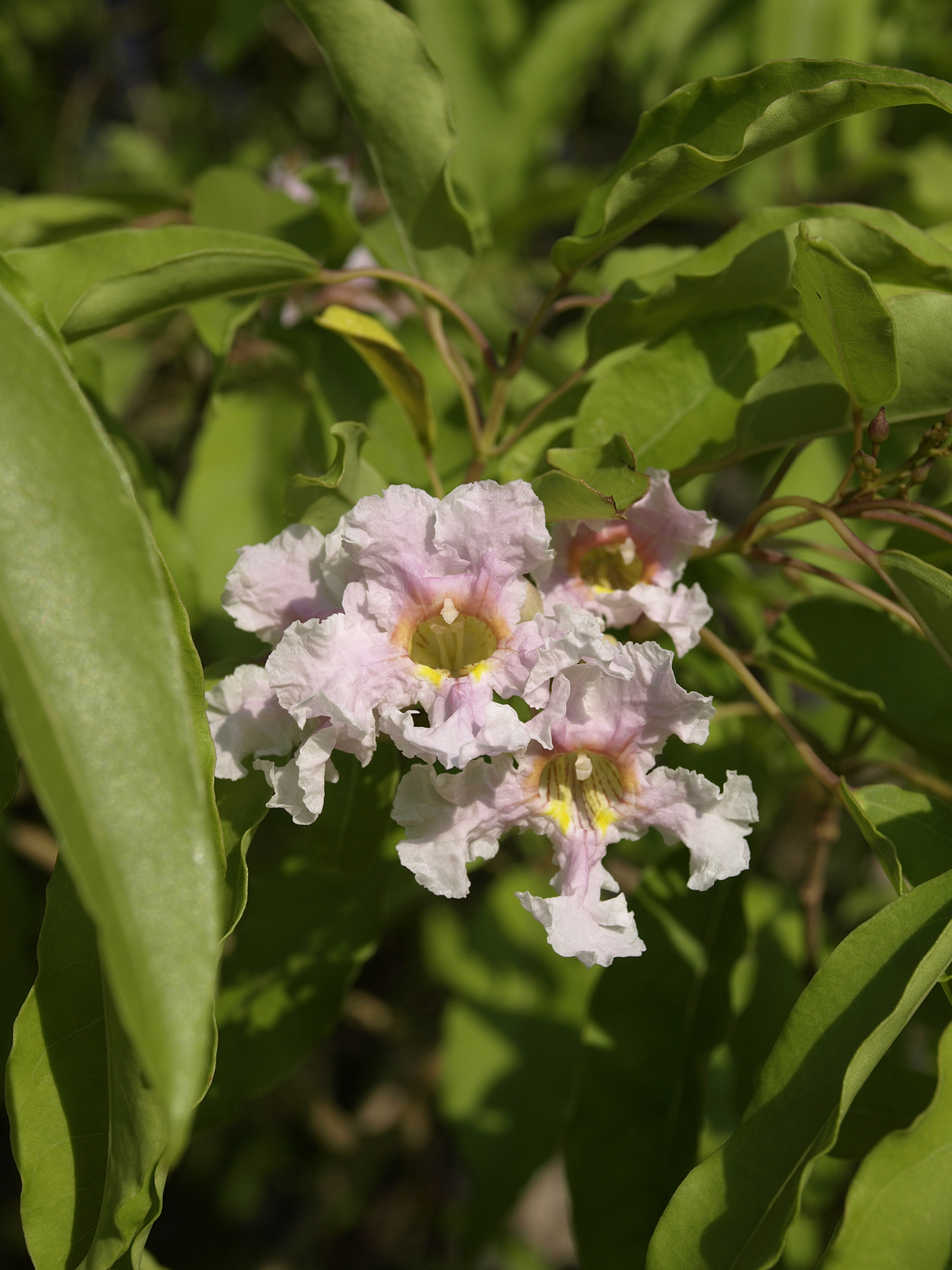
Stálezelený karibský druh Catalpa longissima

Rod Catalpa je v rámci čeledi trubačovité řazen spolu se sesterským rodem Chilopsis do tribu Catalpeae. Oba rody jsou schopny hybridizace, mezirodový kříženec se nazývá ×Chitalpa. Mezi další blízce příbuzné rody náleží Oroxylum a Millingtonia, oba monotypické rody rozšířené v tropické Asii.
První druh katalpy popsal již Carl Linné v roce 1753 a svůj popis založil na sběrech Marka Catesbyho z Karolíny (C. bignonioides) a Engelberta Kaempfera z Japonska (C. ovata). Zařadil jej do rodu Bignonia pod jménem Bignonia catalpa. Pozdější taxonomové si povšimli, že rostlina má na rozdíl od ostatních druhů rodu Bignonia pouze dvě fertilní tyčinky. Joannes Antonius Scopoli proto v roce 1777 vyčlenil nový rod Catalpa. O rok později publikoval stejný rod z obdobných důvodů nezávisle i Thomas Walter.
V taxonomické revizi rodu Catalpa, uveřejněné v roce 2017, je uznáváno celkem 8 druhů.
Rod je dělen do 2 sekcí. Sekce Catalpa zahrnuje 4 druhy opadavých stromů, pocházejících z temperátních oblastí Číny a z východních oblastí Severní Ameriky. Do sekce Macrocatalpa jsou řazeny 4 stálezelené, tropické druhy, rozšířené na karibských ostrovech.
Čínské druhy Catalpa duclouxii a Catalpa fargesii byly vřazeny do druhu Catalpa bungei.
V roce 1921 byl George Forrestem popsán z jihovýchodního Tibetu druh C. tibetica. Je znám pouze z typového sběru. V roce 2009 byly přezkoumány originální herbářové položky, uložené v herbáři Královské botanické zahrady v Edinburghu, a druh byl ztotožněn se severoamerických druhem C. bignonioides. Ze zjišťování historických reálií vyplynulo, že se zřejmě jednalo o sběr ze stromu pěstovaného v Číně a tibetská lokalita byla na položkách uvedena omylem.

### Kladogram roduCatalpa
|  | Catalpa longissima |
|  |                    |
|  | Catalpa macrocarpa |
|  |                    |

| Asie            | Catalpa ovata                                                             |
|                 | Catalpa ovata                                                             |
| Severní Amerika | \| \| Catalpa speciosa \| \| \| \| \| \| Catalpa bignonioides \| \| \| \| |
|                 | \| \| Catalpa speciosa \| \| \| \| \| \| Catalpa bignonioides \| \| \| \| |
|                 | Catalpa speciosa                                                          |
|                 |                                                                           |
|                 | Catalpa bignonioides                                                      |
|                 |                                                                           |

|  | Catalpa speciosa     |
|  |                      |
|  | Catalpa bignonioides |
|  |                      |

| Asie            | Catalpa ovata                                                             |
|                 | Catalpa ovata                                                             |
| Severní Amerika | \| \| Catalpa speciosa \| \| \| \| \| \| Catalpa bignonioides \| \| \| \| |
|                 | \| \| Catalpa speciosa \| \| \| \| \| \| Catalpa bignonioides \| \| \| \| |
|                 | Catalpa speciosa                                                          |
|                 |                                                                           |
|                 | Catalpa bignonioides                                                      |
|                 |                                                                           |

|  | Catalpa speciosa     |
|  |                      |
|  | Catalpa bignonioides |
|  |                      |

|  | Catalpa longissima |
|  |                    |
|  | Catalpa macrocarpa |
|  |                    |

| Asie            | Catalpa ovata                                                             |
|                 | Catalpa ovata                                                             |
| Severní Amerika | \| \| Catalpa speciosa \| \| \| \| \| \| Catalpa bignonioides \| \| \| \| |
|                 | \| \| Catalpa speciosa \| \| \| \| \| \| Catalpa bignonioides \| \| \| \| |
|                 | Catalpa speciosa                                                          |
|                 |                                                                           |
|                 | Catalpa bignonioides                                                      |
|                 |                                                                           |

|  | Catalpa speciosa     |
|  |                      |
|  | Catalpa bignonioides |
|  |                      |

| Asie            | Catalpa ovata                                                             |
|                 | Catalpa ovata                                                             |
| Severní Amerika | \| \| Catalpa speciosa \| \| \| \| \| \| Catalpa bignonioides \| \| \| \| |
|                 | \| \| Catalpa speciosa \| \| \| \| \| \| Catalpa bignonioides \| \| \| \| |
|                 | Catalpa speciosa                                                          |
|                 |                                                                           |
|                 | Catalpa bignonioides                                                      |
|                 |                                                                           |

|  | Catalpa speciosa     |
|  |                      |
|  | Catalpa bignonioides |
|  |                      |

Název Catalpa pochází z jazyka severoamerického indiánského kmene Kríků. Slovo kutuhlpa znamená „okřídlená hlava” a souvisí s tvarem květů. Poprvé jej použil Mark Catesby v roce 1745.

## Zástupci
- katalpa Bungeova (Catalpa bungei)
- katalpa červenající (Catalpa x erubescens, kříženec C. ovata × bignonioides)
- katalpa Fargesova (Catalpa fargesii, syn. C. bungei)
- katalpa Galleova (Catalpa x galleana, kříženec C. ovata × speciosa)
- katalpa nádherná (Catalpa speciosa)
- katalpa tibetská (Catalpa tibetica, syn. C. bignonioides)
- katalpa trubačovitá (Catalpa bignonioides)
- katalpa vejčitá (Catalpa ovata)[2][18][19]

## Význam

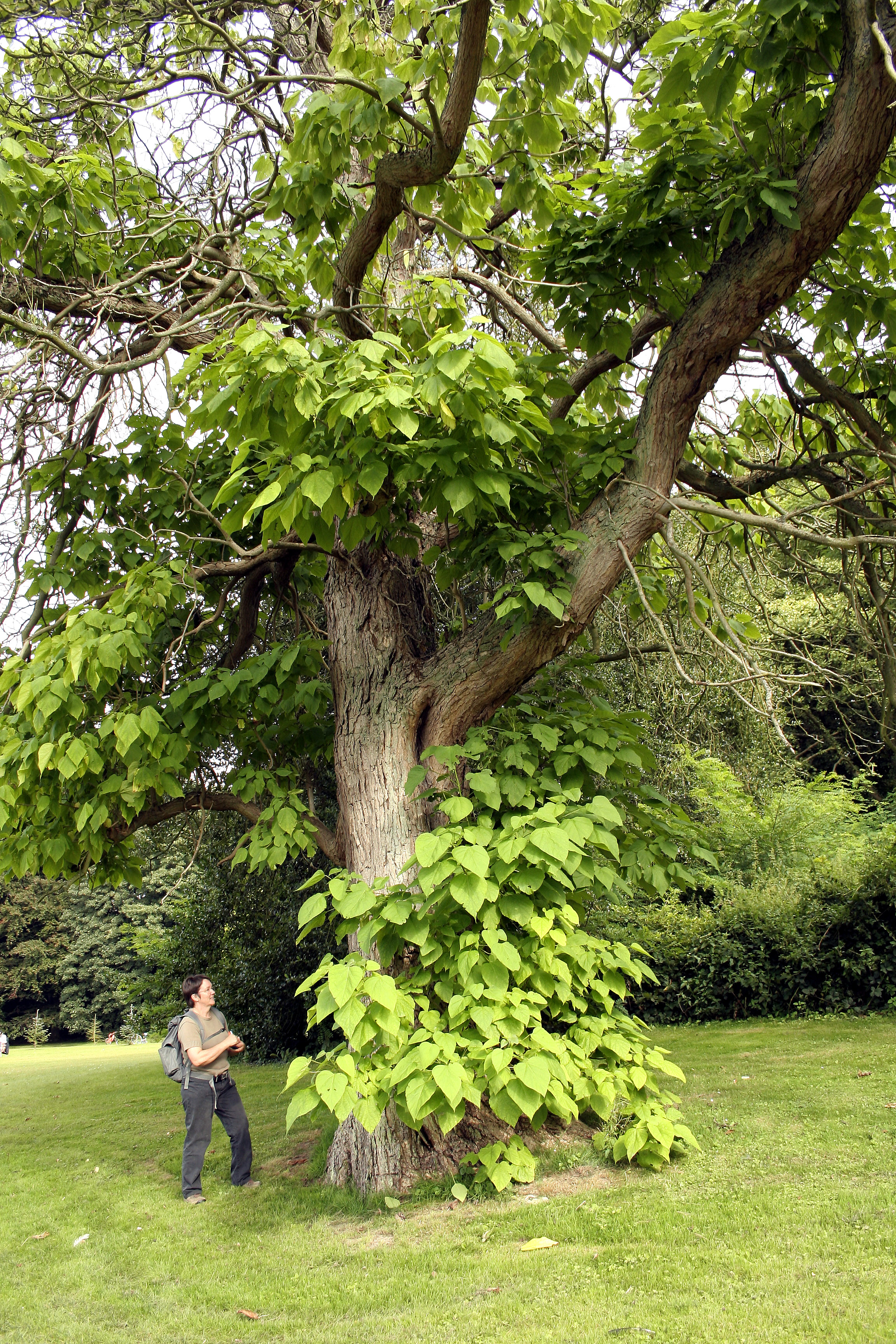
Katalpa trubačovitá v belgickém parku

Katalpy jsou někdy uváděny jako nejkrásnější okrasné stromy mírného pásu
a jsou pěstovány jako okrasné dřeviny, ceněné pro exotický vzhled. Koruna je hrubě stavěná a často i vzdušná. Vysazují se jako solitéry, kdy naplno vynikne jejich efektní olistění a rozvine se pěkný tvar koruny. V prostornějších městských ulicích se vysazují i do stromořadí. V červnu až červenci je zdobí nápadné květy, v září dozrávají dlouhé, úzce válcovité plody, které na stromech visí i po opadu listů. Před opadem se listy někdy zbarvují do krásných žlutých odstínů. Byla vypěstována řada kultivarů se žlutozelenými, temně zelenými nebo i pestrými listy. Kultivar katalpy trubačovité 'Nana' má stěsnaně keřovitý vzrůst a hodí se i do menších zahrad. Často se pěstuje roubovaný na kmínku.
Pěstované či komerčně nabízené katalpy jsou často určené nesprávně.
V tropech je jako okrasná dřevina pěstován stálezelený karibský druh Catalpa longissima. Rovněž se pěstuje mezirodový kříženec s blízce příbuzným monotypickým rodem Chilopsis, známý pod názvem chitalpa taškentská (×Chitalpa tashkentensis). Lze se s ním setkat i ve sbírkách českých botanických zahrad.
Dřevo severoamerických katalp je měkké, lehké, tuhé a velmi trvanlivé. Má šedohnědou až světle nahnědlou barvu a podobá se dřevu jilmu či amerického jasanu. Navzdory odolnosti vůči hnilobě je využíváno jen málo.
Na Jamajce a Haiti je důležitým zdrojem dřeva druh C. longissima. Dřevo je známé jako yokewood. Je používáno zejména na stavbu lodí a vagónů, různé konstrukce a stavby a nábytek. Do světa se téměř nevyváží.
V domorodé medicíně jsou katalpy využívány jen okrajově. Listy Catalpa longissima jsou na Haiti používány při horečkách, angíně a astmatu. Odvar z kůry má svíravé účinky a podává se například při průjmech, bolení v krku či ženském krvácení.

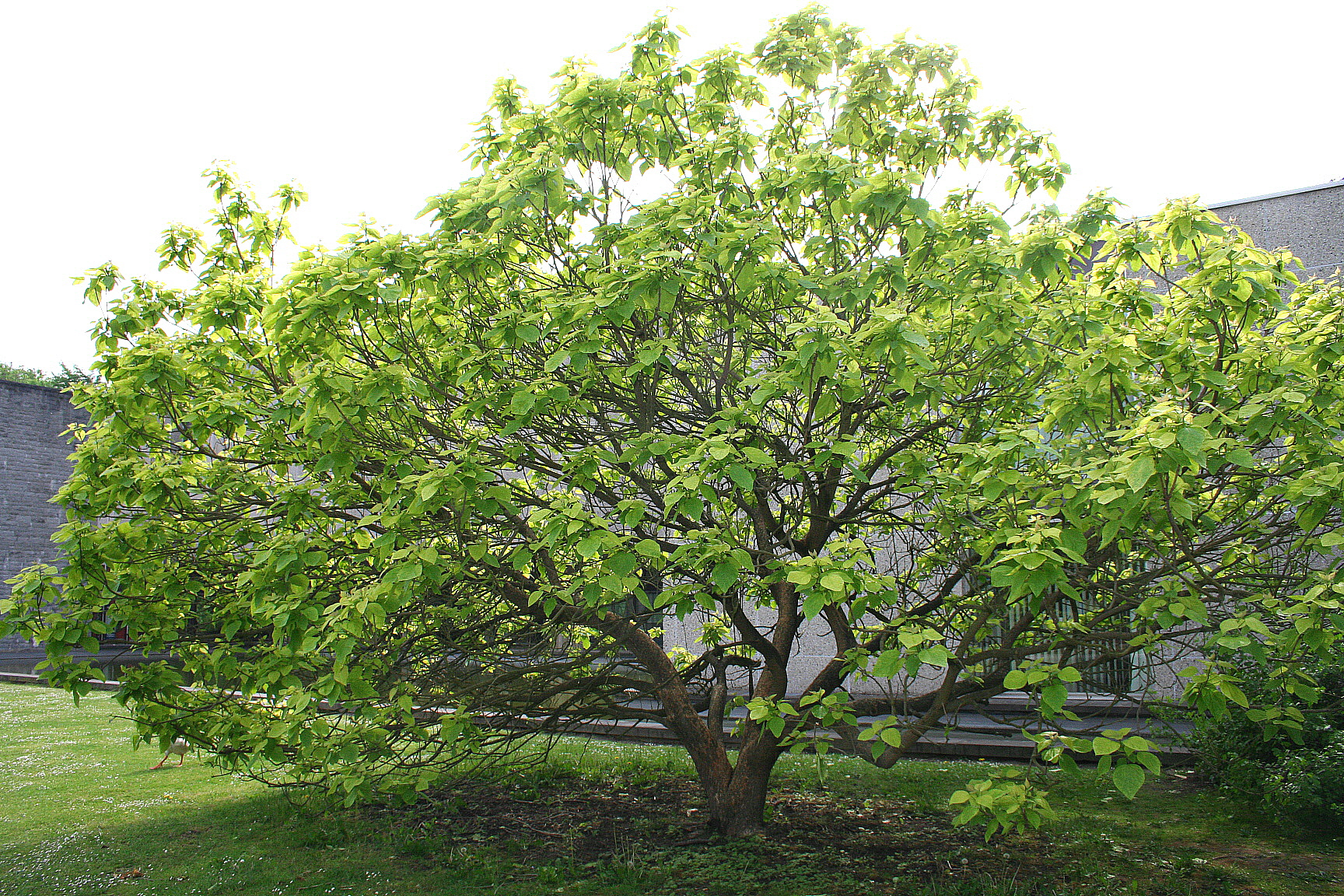
Katalpa červenající, kultivar 'Pulverulenta'
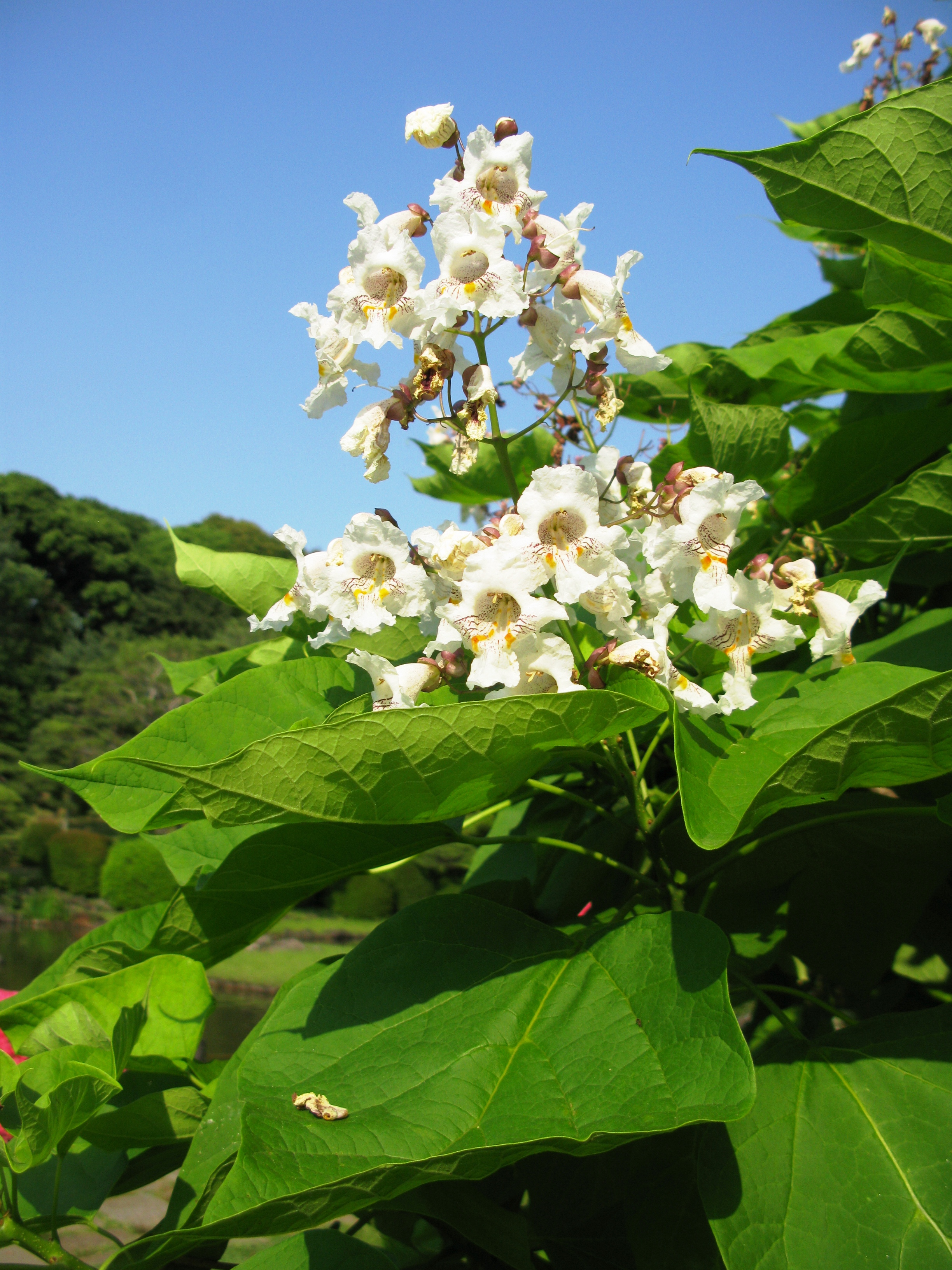
Květenství katalpy nádherné
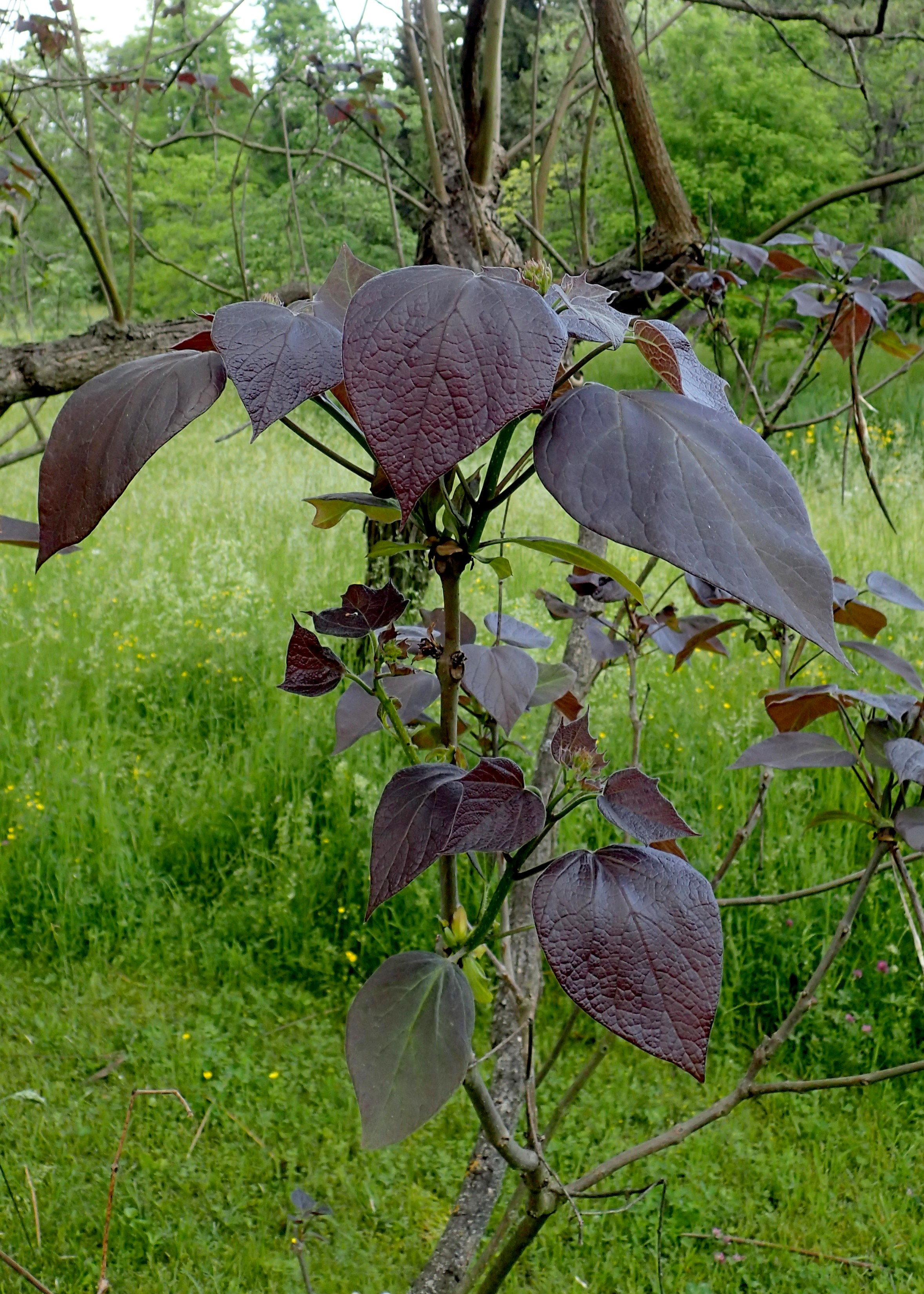
Katalpa vejčitá, kultivar 'Atropurpurea'
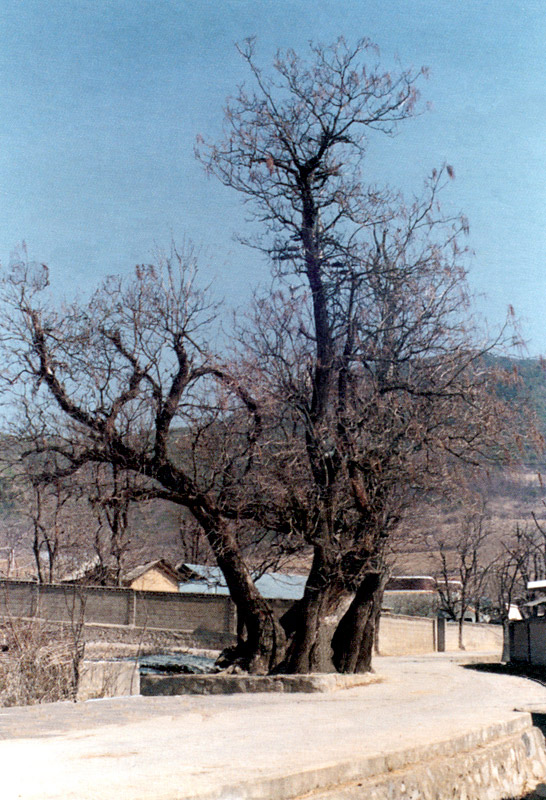
Zimní habitus katalpy vejčité

## Druhy a kultivary pěstované v Česku
- katalpa trubačovitá (Catalpa bignonioides)
- katalpa trubačovitá (Catalpa bignonioides) 'Aurea'
- katalpa trubačovitá (Catalpa bignonioides) 'Nana'
- katalpa červenající (Catalpa x erubescens, C. bignonioides × ovata)
- katalpa červenající (Catalpa x erubescens) 'Purpurea'
- katalpa Galleova (Catalpa x galleana, C. ovata × speciosa)
- katalpa vejčitá (Catalpa ovata)
- katalpa nádherná (Catalpa speciosa)
- katalpa nádherná (Catalpa speciosa) 'Pulverulenta'[22]

## Pěstování a množení
Katalpám vyhovuje teplé a výslunné stanoviště. V mládí jsou choulostivé a nevyzrálé letorosty mohou namrzat, starší exempláře pěstovaných druhů a kříženců ale již bývají zimovzdorné. V teplejších polohách lépe kvetou. Raší poměrně pozdě a proto netrpí pozdními mrazíky. Vyhledávají spíše sušší půdy. Zvláště odolná vůči suchu je katalpa nádherná. Větve se mohou ve větru lámat. Mladé výsadby je třeba v zimě chránit před zimním sluncem a okusem zvěří. Po případném namrznutí dobře obrážejí. Řezné rány a místy po vylomených větvích je třeba důkladně ošetřit, neboť snadno vyhnívají. Přesazovat lze pouze mladé jedince, starší přesazování nesnášejí. V mládí rostou pomalu a poprvé vykvétají ve věku asi 12 až 15 let.
Katalpy lze množit výsevem semen, řízkováním nebo roubováním. Tobolky se sklízejí dobře vyzrálé, hnědé, v pozdním podzimu nebo na začátku zimy. Nechají se proschnout a uskladní do jara. Starší stromy poskytují klíčivější osivo. Semena je možno uskladnit v suchu a nepotřebují stratifikaci. Klíčivost si udrží 2 až 3 roky. Na jaře se vysévají pod sklo nebo do poloteplého pařeniště. Výsev do volné půdy bývá neúspěšný. Jednoleté semenáče obvykle dorostou výšky 30 až 50, výjimečně až 80 cm. Na podzim prvního roku je vhodné je vyjmout a přezimovat. V tužších zimách vrcholky mladých přesazených rostlin omrzají. Řízkovat lze zelenými řízky v období od června do července. Každý řízek by měl mít 3 uzliny. Možné je také množení kořenovými řízky, které se uloží do truhlíků ve skleníku. Roubování se používá zejména u kultivarů a vzácnějších druhů. Roubuje se v únoru v ruce kopulací nebo na kozí nožku na kořenový krček kteréhokoliv druhu katalpy, nejčastěji na semenáče katalpy trubačovité. Rouby musejí být čerstvé a nenamrzlé. Lze roubovat i na kořeny.

## Choroby a škůdci

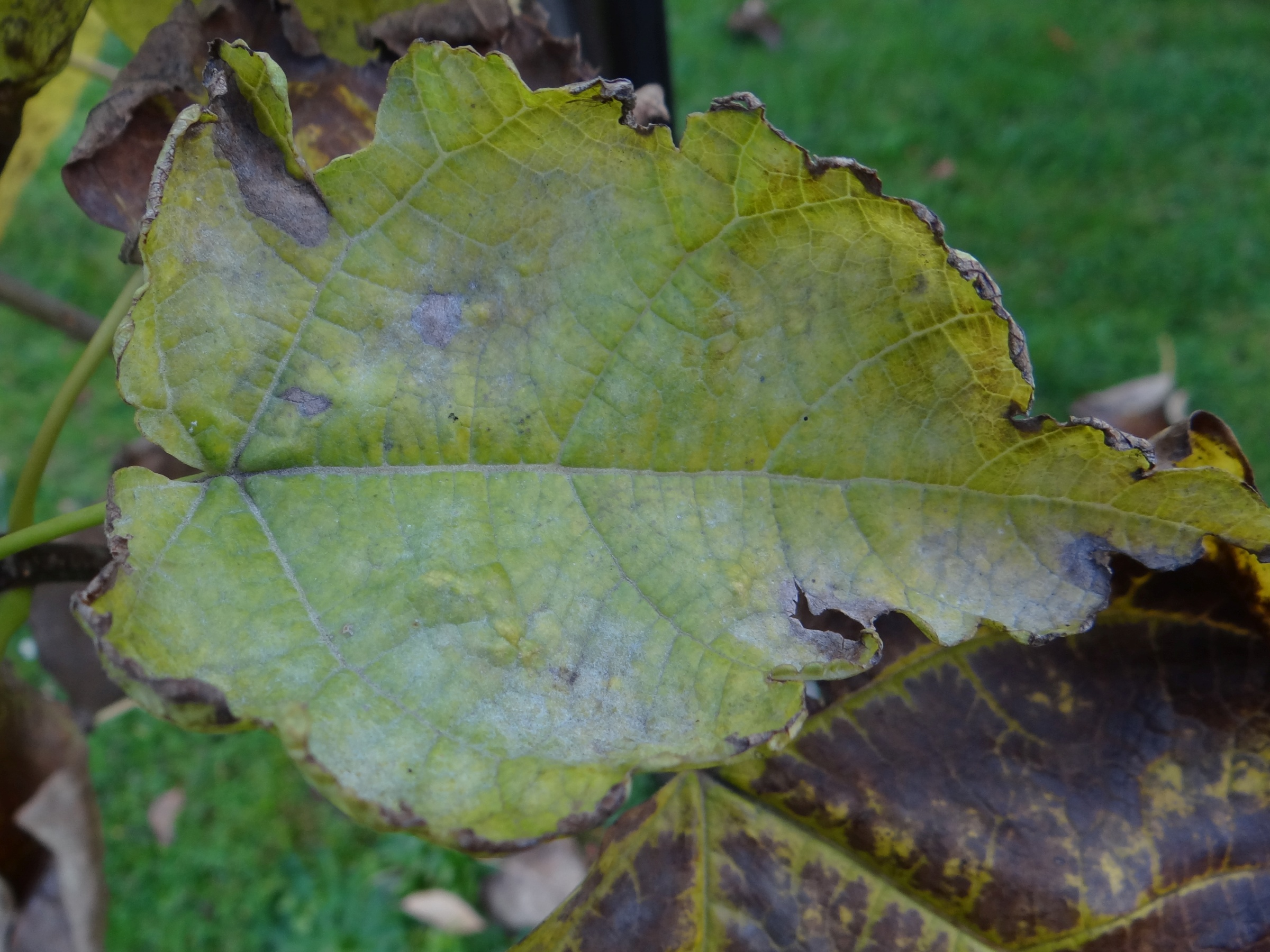
Padlí na listu katalpy

Mezi nejzávažnější choroby katalp v České republice náleží padlí a verticiliové vadnutí. Padlí Erysiphe elevata (někdy uváděné jako E. communis) způsobuje bílé moučnaté povlaky na listech i jiných částech rostlin. Infekce se nejvýrazněji projevuje ve 2. polovině roku. Při masivnějším výskytu snižuje estetickou hodnotu stromu a má vliv i na jeho růst a vývoj. Verticiliové vadnutí katalp je způsobeno houbou Verticillium albo-atrum. Projevuje se vadnutím a odumíráním listů, výhonů i celých větví. K infekci dochází nejčastěji u oslabených rostlin skrze rány na kořenech. Houba se šíří cévními svazky (xylémem) a způsobuje poruchy transportu živin. Z hmyzích škůdců napadá katalpy v České republice zejména mšice bavlníková (Aphis gossypii) a nový invazní druh štítenky, Pseudaulacaspis pentagona.
Některé houby způsobují hnědé skvrny na listech, v Severní Americe zejména Alternaria catalpae, Cercospora catalpae a Phyllosticta catalpae.
V jihovýchodních oblastech USA napadají listy obou severoamerických druhů katalpy housenky lišaje Ceratomia catalpae a při velkém počtu způsobují holožír. Tyto housenky jsou v USA používány jako oblíbená návnada na ryby.Katalpy trpí okusem zvěří (zejména králíky). Kořeny občas okusují myši.